# Arthrorhaphis aeruginosa
Arthrorhaphis aeruginosa is een korstmosparasiet behorend tot de familie Xanthopyreniaceae. Hij parasiteert op Cladonia.

## Verspreiding
In Nederland komt Arthrorhaphis aeruginosa zeer zeldzaam voor.